# Helena (Schiff, 1998)
Die  Helena, seit 2023 Ocmis Rise, ist ein Frachtschiff, das von 2017 bis 2023 die gleichberechtigten Teile St. Helena und Ascension des Britischen Überseegebietes St. Helena, Ascension und Tristan da Cunha mit dem afrikanischen Festland sowie miteinander verband. Eigner war AW Ship Management.  Sie fuhr ab April 2017 unregelmäßig und ab Anfang März 2018 im monatlichen Verkehr als Ersatz für die St. Helena. Das Schiff verkehrte im Auftrag der Verwaltung von St. Helena. 2023 wurde das Schiff verkauft.

## Geschichte
Das Schiff wurde auf der chinesischen Werft Zhejiang Shipyard in Ningbo für das Unternehmen Braack Schiffahrt in Hamburg gebaut und im November 1998 abgeliefert. Es kam unter der Flagge von Antigua und Barbuda mit Heimathafen Hamburg in Fahrt. Bereederung und Beschäftigung des Schiffes übernahm das Unternehmen Rohden Bereederung. 2005 wurde das Schiff an eine Gesellschaft der Leeraner Reederei Briese Schiffahrt verkauft und in Islander sowie später in BBC Islander umbenannt. Briese Schiffahrt verkaufte das Schiff 2008 an das niederländische Unternehmen Kornet & Zonen, das es unter niederländischer Flagge mit Heimathafen Werkendam als Eemslift Christiaan von Amasus Shipping befrachten ließ. 2016 wurde das Schiff schließlich an AW Ship Management verkauft und als Helena unter die Flagge Gibraltars gebracht.
Das Schiff ersetzte die im Februar 2018 aus der Fahrt genommene St. Helena im Verkehr zum Britischen Überseegebiet St. Helena, Ascension und Tristan da Cunha. Um Passagieren auch nach dem Wegfall der RMS St. Helena die Möglichkeit zu geben, St. Helena auf dem Seeweg zu erreichen, sollte das Schiff mit Kabinen für zwölf Passagiere ausgestattet werden. Da jedoch keine nennenswerte Nachfrage nach Beförderungsmöglichkeiten für Passagiere bestand, wurde eine Kabine mit vier Betten eingerichtet, die einer Kabine auf dem C-Deck an Bord der St. Helena entsprach, die ab November 2019 genutzt werden konnte.
Wegen geringen Ladungsaufkommens wurde der zunächst für fünf Jahre bis Februar 2023 mit der Regierung von St. Helena geschlossene Vertrag von AW Ship Management nicht verlängert und das Schiff anschließend nach Griechenland verkauft. Das in Ocmis Rise umbenannte Schiff fährt seitdem unter der Flagge der Republik Palau.

## Technische Daten und Ausstattung
Der Antrieb des Schiffes erfolgt durch einen Viertakt-Neunzylinder-Dieselmotor des Herstellers MaK (Typ: 9M32) mit 3.960 kW Leistung. Der Motor wirkt auf einen Verstellpropeller. Für die Stromerzeugung stehen drei Dieselgeneratoren mit jeweils 300 kW Leistung (375 kVA Scheinleistung) zur Verfügung. Das Schiff ist mit einem Bugstrahlruder ausgestattet.
Das Deckshaus befindet sich weit achtern. Vor dem Deckshaus befinden sich zwei mit Faltlukendeckeln verschlossene Laderäume. Das Schiff ist auf der Backbordseite mit zwei Kranen ausgerüstet, die je 40 t heben können. Das Schiff ist für den Transport von Containern vorbereitet. Die Containerkapazität beträgt 406 TEU. Neben den beiden Laderäumen können Container auch an Deck geladen werden. Hier finden zwölf 20-Fuß-Container hintereinander und bis zu vier Lagen übereinander Platz. Die vorderen zehn Reihen finden auf den Lukendeckeln Platz, die hinteren beiden Reihen an Deck vor dem Deckshaus (hier befindet sich unter Deck der Maschinenraum).